# زفاف الزولو
زفاف الزولو (بالإنجليزية: Zulu Wedding)‏، هُو فيلم كوميديا رومانسية صدر سنة 2017، وهُو من إخراج وإنتاج وكتابة المُخرجة لينيو سيكيلواني في أول تجربة إخراجية لها. الفيلم من بطولة طاقم تمثيل مُكون من كيلي خومالو وDarrin Henson، إلى جانب مُمثلين آخرين من نيجيريا وجنوب أفريقيا والولايات المتحدة.

## روابط خارجية
- زفاف الزولو على موقع IMDb (الإنجليزية)
- زفاف الزولو على موقع روتن توميتوز (الإنجليزية)
- زفاف الزولو على موقع قاعدة بيانات الفيلم (الإنجليزية)
- زفاف الزولو على موقع ليتربوكسد (الإنجليزية)